# كين هاتفيلد (مدير فني)
كين هاتفيلد (بالإنجليزية: Ken Hatfield)‏ هو مدير فني أمريكي، ولد في 6 يونيو 1943 في Helena, Arkansas ‏ في الولايات المتحدة.